# 2782 Leonidas
2782 Leonidas è un asteroide della fascia principale. Scoperto nel 1960, presenta un'orbita caratterizzata da un semiasse maggiore pari a 2,6786291 UA e da un'eccentricità di 0,2227502, inclinata di 3,77652° rispetto all'eclittica.
Questo asteroide è intitolato al re di Sparta Leonida I.